# 蟹坊主

鳥取県境港市・水木しげるロードに設置されている「蟹坊主」のブロンズ像。

蟹坊主（かにぼうず）は、日本各地の寺院などに伝えられているカニの妖怪。「化け蟹」「大蟹」ともいう。無人の寺に旅の僧が泊まると、何者かが現れて問答を仕掛け、僧がその者をカニの妖怪だと正体を暴いて退治する、といった伝説や昔話として知られる。

## 概要
山梨県山梨市万力の長源寺には、以下の伝説が伝えられている。かつて甲斐国万力村にあった同寺の住職のもとを雲水が訪ねて問答を申し込み、「両足八足、横行自在にして眼、天を差す時如何」と問うた。答に詰まる住職を雲水は殴り殺し、立ち去った。その後も代々の住職が同様に死に、とうとう寺は無人となった。話を聞いた法印という旅の僧がここに泊まったところ、例の雲水が訪ねて来て同様の問答を仕掛けたので「お前はカニだろう」と言って独鈷を投げつけると、雲水は巨大なカニの正体を現し、砕けた甲羅から血を流しつつ逃げ去った。以来、寺には何も起こることはなくなったという。このカニの大きさは2間四方とも、全長4メートルともいわれる。

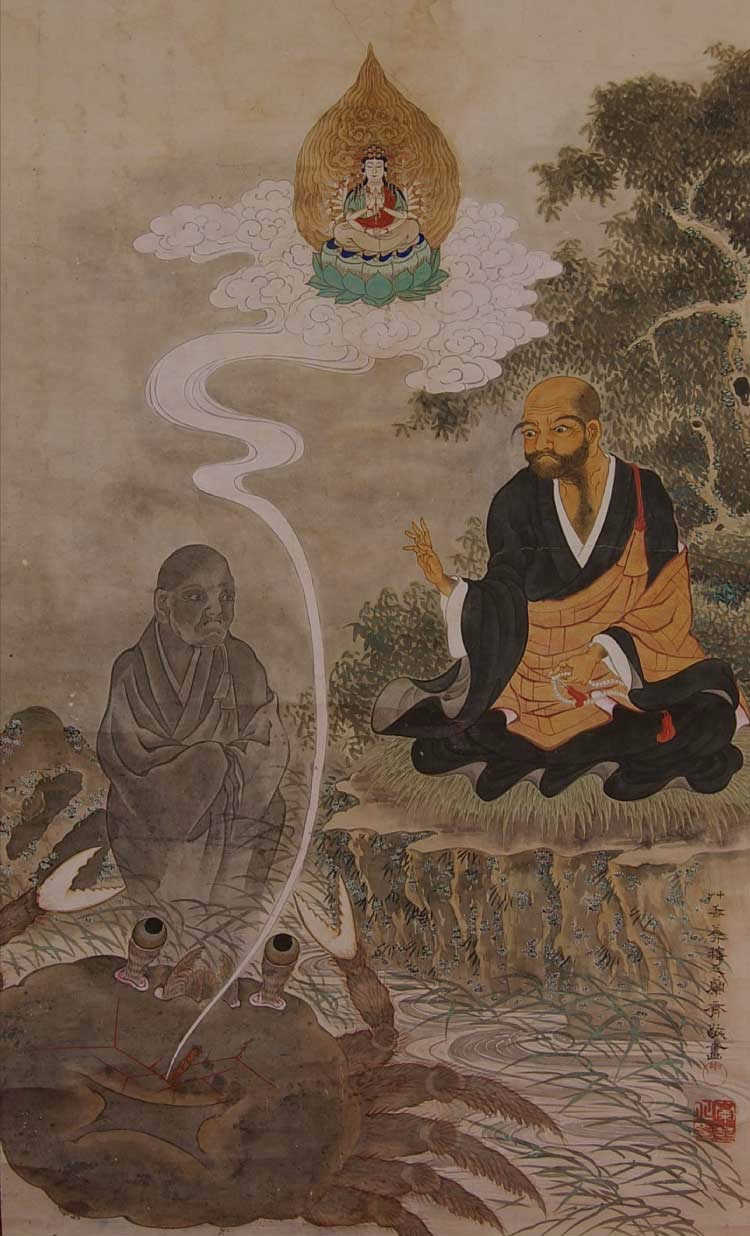
長源寺に伝わる掛け軸

別説では、法印が寺に泊まると、夜中に身長3メートルもある怪僧が現れて問答を仕掛けたが、正体を見破られた上に独鈷で刺されて逃げ去り、翌朝に法印が村人たちと共に血痕を辿ると、そこには巨大なカニが死んでいたという。また、長源寺の本尊は千手観音だが、このカニの死体から千手観音の姿が現れ、法印がそれに感激して千手観音を寺の本尊に祀ったとも、法印は救蟹法師（きゅうかいほうし）と名を改めて寺の住職となったともいう。
なお長源寺の山号は蟹沢山というが、享保11年（1726年）までの山号は富向山といっていたため、蟹坊主の伝説が語られたのは享保11年より後と考えられている。長源寺ではこの化蟹伝説に基いた1885年（明治18年）作成の「救蟹伝説掛軸」二幅が伝来している。
この伝説にちなみ、カニが逃げ去ったといわれる場所には蟹追い坂、蟹沢といった地名が残されており、長源寺にはカニの爪跡とされる2つの穴があいた石や、カニが投げつけたという1メートル以上もの巨石などが残されている。かつてはカニの甲羅も残されていたというが、後に紛失している。
長源寺と同様に、無人の寺に泊まった旅の僧にカニの化け物が問答をしかけ、僧がこれを暴いて退治するという伝説や昔話は、石川県珠洲市の永禅寺、富山県小矢部市の本叡寺などに見られ、小矢部市には伝説にちなんで「北蟹谷」の名が残されている。福岡県福津市の祥雲寺には、問答に負けた和尚は大蟹に食い殺されたという。岩手県西磐井郡花泉町（現・一関市）の伝承では、甲橋という橋で巨大なカニが僧に化けて問答をしかけたが、寛法寺という寺の住職に鉄扇で退治されたという。このような問答を仕掛けるカニの化け物の話は、狂言の『蟹山伏』がルーツとされる。

## 類話
播磨国（現・兵庫県明石市林崎の北方）、国道沿線に和坂（かにが坂）があり、『播磨名所巡覧図絵』によると、昔この坂に大きなカニの化け物が現れては人々を苦しめていたので、かにが坂と名づけられたと言う。弘法大師回国の際、この地に訪れた大師は民の苦しみを憐れんでこのカニを封じ込めたため、この坂を通る人たちは平穏な旅が続けられたという。
伊豆地方には滝壺に3.3メートル四方もの巨大なカニが住みついており、これが動くと地震が起こるなどともいわれた。